# Чернігівська міська рада
Черні́гівська міська́ ра́да — орган місцевого самоврядування Чернігівської міської громади в Чернігівській області.
Розташовується у історичній споруді в середмісті — колишньому будинку чернігівської філії Державного банку.

## Загальні відомості
- Чернігівська міська рада утворена 15 жовтня 1932 року.
- Територія ради: 79 км²
- Населення ради: 285 800 осіб (станом на 1 листопада 2020 року)
- Територією ради протікають річки Десна, Стрижень.

## Адміністративний устрій
Міській раді підпорядковані:
- м. Чернігів
  - Деснянський район
  - Новозаводський район (до складу району входять території мікрорайону Зарічний та аеропорту «Шестовиця», що є ексклавами Чернігова на території Киїнської та Шестовицької сільських рад)

## Функції
Чернігівська міська рада представляє відповідну територіальну громаду — жителів міста Чернігова. Здійснює від її імені та в її інтересах функції і повноваження місцевого самоврядування, визначені Конституцією України, Законом «Про місцеве самоврядування в Україні» та іншими законами.

## Склад ради
Рада складається з 42 депутатів та голови.
- Голова ради: Атрошенко Владислав Анатолійович
- Секретар ради: Ломако Олександр Анатолійович

### Міський голова
Обирається жителями міста Чернігова на 5 років. Нині діючий голова Чернігівської міськради — Атрошенко Владислав Анатолійович.

#### Керівний склад попередніх скликань
| ПІБ                              | Основні відомості                                                        | Дата обрання | Дата звільнення |
| -------------------------------- | ------------------------------------------------------------------------ | ------------ | --------------- |
| Рудьковський Микола Миколайович  | Міський голова, 1967 року народження, член Соціалістичної партії України | 26.03.2006   | 26.06.2006      |
| Соколов Олександр Володимирович  | Міський голова, 1961 року народження, освіта вища, безпартійний          | 26.11.2006   | 31.10.2010      |
| Соколов Олександр Володимирович  | Міський голова, 1961 року народження, освіта вища, безпартійний          | 31.10.2010   | 04.12.2015      |
| Атрошенко Владислав Анатолійович | Міський голова, 1968 року народження, освіта вища                        | 04.12.2015   |                 |

### Виконавчий комітет
Власні й делеговані повноваження виконкомів закріплені в розділі 2 статті 52 Закону «Про місцеве самоврядування в Україні». Організує роботу виконавчого комітету голова. Основною організаційною формою роботи виконкому є засідання, що скликаються головою або його заступником за потреби, але не рідше одного разу на місяць. Засідання є правомочними, якщо в них беруть участь більше половини від загального складу виконкому.
Виконавчий комітет Чернігівської міськради має наступний склад:
- Атрошенко Владислав Анатолійович (Чернігівський міський голова)
- Антошин Вадим Леонідович (член виконавчого комітету)
- Атрощенко Олександр Анатолійович (заступник міського голови з питань діяльності виконавчих органів ради)
- Геращенко Віктор Михайлович (заступник міського голови з питань діяльності виконавчих органів ради)
- Іванченко Віктор Григорович (член виконавчого комітету)
- Лисенко Олена Юріївна (член виконавчого комітету)
- Ломако Олександр Анатолійович (секретар міської ради)
- Пекур Вікторія Олегівна (заступник міського голови з питань діяльності виконавчих органів ради)
- Фесенко Сергій Іванович (аступник міського голови з питань діяльності виконавчих органів ради — керуючий справами виконкому)

### Депутатський корпус
За результатами місцевих виборів 2020 року депутатами ради стали:

#### За суб'єктами висування
| № | Суб'єкт висування                 | Кількість депутатів | % депутатського корпусу |
| - | --------------------------------- | ------------------- | ----------------------- |
| 1 | «Рідний дім»                      | 26                  | 61.9                    |
| 2 | «Слуга народу»                    | 4                   | 9.5                     |
| 3 | «Опозиційна платформа — За життя» | 4                   | 9.5                     |
| 4 | «Наш край»                        | 4                   | 9.5                     |
| 5 | «Європейська Солідарність»        | 4                   | 9.5                     |

## Структурні підрозділи міської ради
Чернігівська міська рада має у своєму складі наступні підрозділи:
| - Архівний відділ - Відділ ведення Державного реєстру виборців Деснянського району міста Чернігова - Відділ ведення Державного реєстру виборців Новозаводського району міста Чернігова - Відділ взаємодії з правоохоронними органами, запобігання та виявлення корупції, мобілізаційної, оборонної та спеціальної роботи - Відділ господарського та транспортного забезпечення - Відділ з питань надзвичайних ситуацій та цивільного захисту населення - Відділ звернень громадян - Відділ кадрової роботи - Відділ квартирного обліку та приватизації житлового фонду - Відділ обліку та звітності - Відділ програмного та комп'ютерного забезпечення - Департамент соціальної політики - Загальний відділ - Організаційний відділ - Прес-служба - Управління (служба) у справах дітей | - Управління адміністративних послуг - Управління архітектури та містобудування - Управління державного архітектурно-будівельного контролю - Управління економічного розвитку міста - Управління житлово-комунального господарства - Управління земельних ресурсів - Управління капітального будівництва - Управління культури та туризму - Управління освіти - Управління охорони здоров'я - Управління транспорту, транспортної інфраструктури та зв'язку - Управління у справах сім'ї, молоді та спорту - Фінансове управління - Фонд комунального майна - Юридичний відділ |